# Het Kiezers Collectief
Het Kiezers Collectief was een Nederlandse politieke partij, die werd opgericht in 1998.
Als een van de eerste partijen in Nederland, wilde Het Kiezerscollectief via internet in directe verbinding staan met haar achterban. De partij vond dat de Nederlander te weinig bij het bestuur betrokken werd.
Het Kiezerscollectief heeft eenmaal deelgenomen aan verkiezingen, de Tweede Kamerverkiezingen van 1998. Lijsttrekker Hein Steinen wist met zijn partij, die in 15 van de 19 kieskringen verkiesbaar was, echter slechts 1.667 stemmen te halen, 0,2% van het totaal uitgebrachte stemmen. De hoogste score behaalde Het Kiezerscollectief in de gemeente Steenderen: 0,29% van de stemmen.